# Zabriskie Point

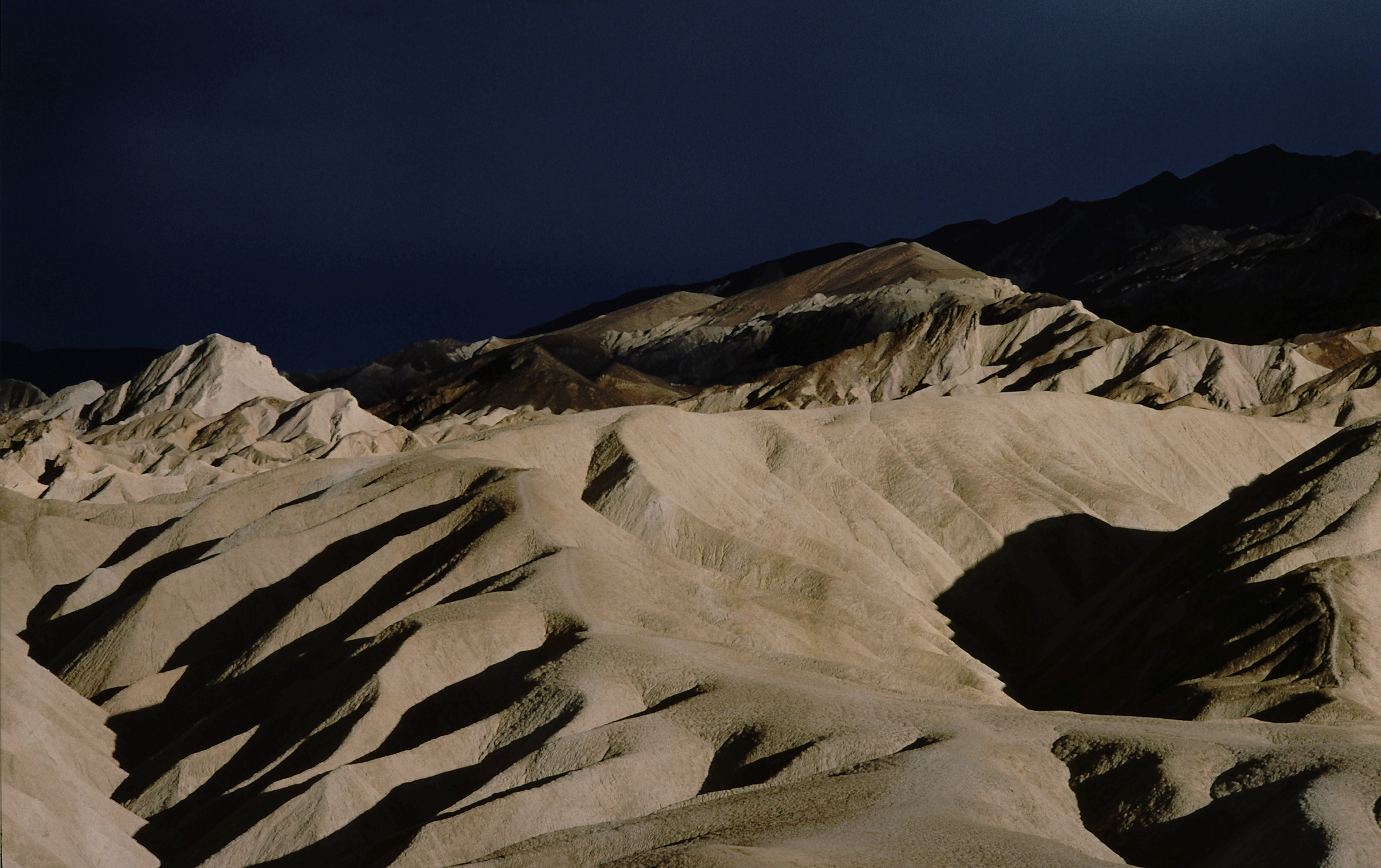
Vista de Zabriskie Point

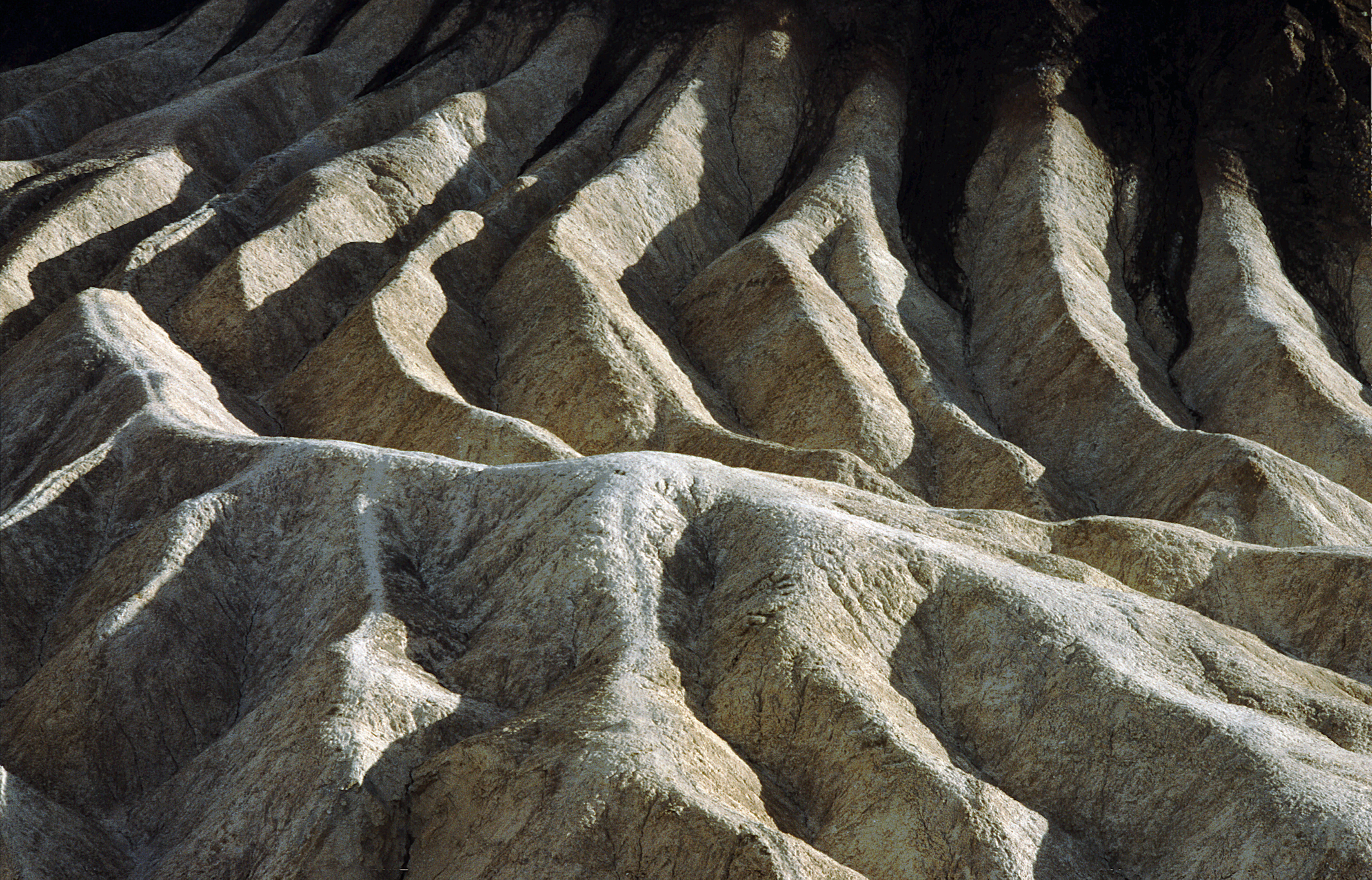
Formações rochosas

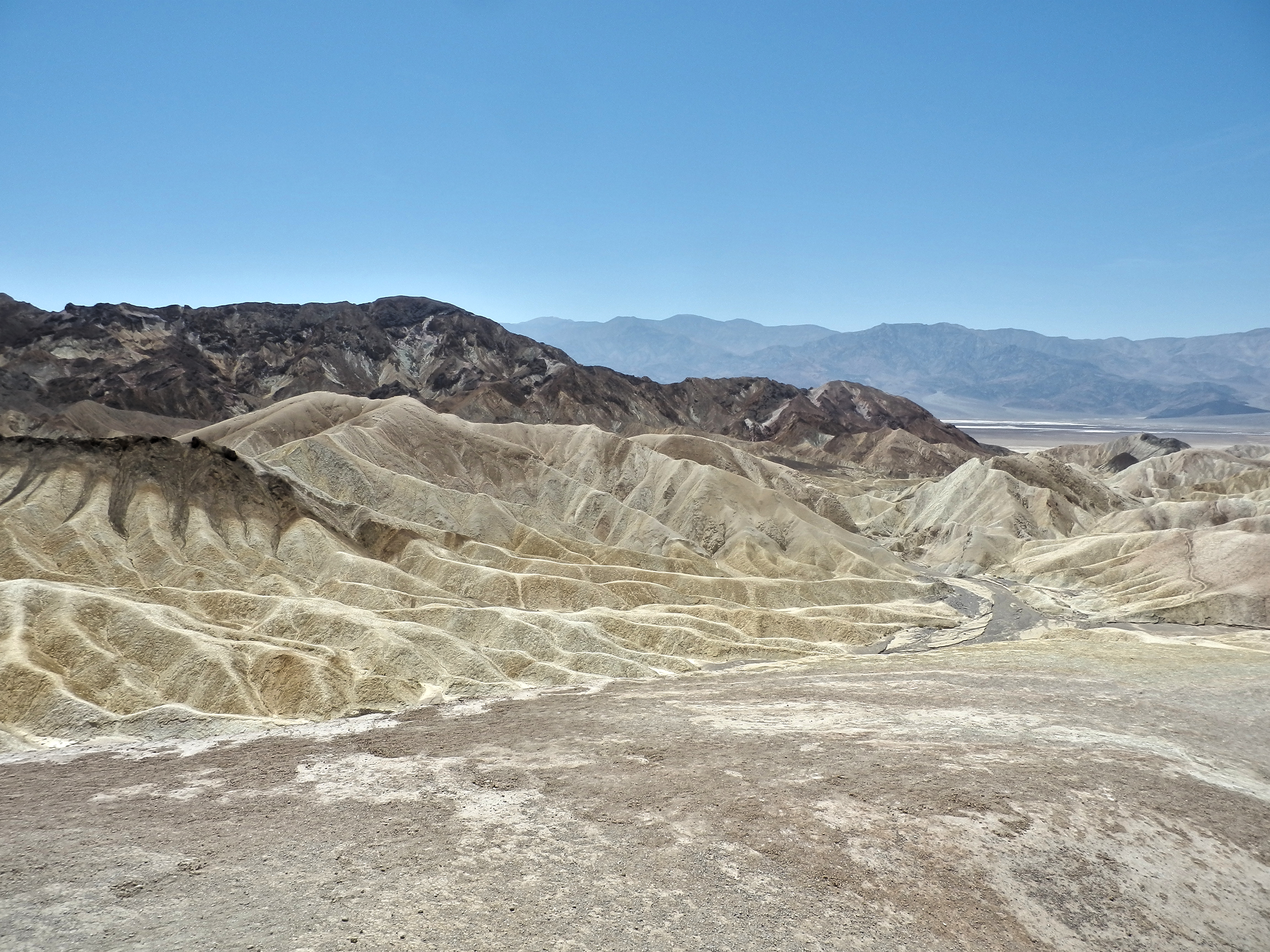
Zabriskie Point

Zabriskie Point é uma região do Parque Nacional do Vale da Morte, à leste do Vale da Morte, na Califórnia, Estados Unidos, famosa pela sua paisagem árida formada  pela erosão. O terreno é chamado de badlands (terras ruins) devido à sua topografia, que torna sua travessia bastante difícil. É composto de sedimentos do Furnace Creek Lake, que secou há cinco milhões de anos — muito antes que o Vale da Morte surgisse. A paisagem corre o perigo de desaparecer pela erosão devido à mudança do curso de um canal.
O nome Zabriskie vem de Christian Brevoort Zabriskie, que foi o vice-presidente e gerente geral da Pacific Coast Borax Company no início do século XX, cujas famosas Twenty mule teams (equipes de vinte mulas) foram usadas para transportar bórax das operações mineiras da companhia no Vale da Morte.

## Curiosidades
- "Zabriskie Point" é também o nome de um filme do cineasta italiano Michelangelo Antonioni famoso pela sua trilha sonora com músicas de Pink Floyd e Jerry Garcia, entre outros.
- O filósofo Michel Foucault chamou sua "viagem ácida" de 1975 em Zabriskie Point de a maior experiência da vida dele.
- O local é apresentado na capa do álbum The Joshua Tree, de U2.
- O local foi utilizado para representar a superfície de Marte no filme Robinson Crusoe on Mars.